# Instituto de Ciencias e Ingeniería de la Computación
El Instituto de Ciencias e Ingeniería de la Computación (ICIC) es parte del Centro Científico Tecnológico de Bahía Blanca. El 4 de febrero de 2015 se transformó en la Unidad Ejecutora número 12 del CCT Bahía Blanca, de doble dependencia Universidad Nacional del Sur-CONICET.
El ICIC ha tenido una evolución creciente en los últimos años, desde su creación hasta la actualidad. A partir de un núcleo inicialmente pequeño de docentes con dedicación exclusiva, y mediante becas de organismos de promoción científica y tecnológica (principalmente el CONICET), se pudo consolidar un grupo de recursos humanos altamente calificado.  Al momento de su creación, el Instituto no contaba con personal vinculado a CONICET, exceptuando algunos pocos becarios. En la actualidad, su plantel de investigadores se ha incrementado considerablemente, contando con 31 investigadores y 23 becarios.

## Historia
El ICIC nace como instituto de la Universidad Nacional del Sur el 7 de octubre de 1994, dependiendo del Departamento de Matemática y del Departamento de Ingeniería Eléctrica (DIEC). Cuando se crea el Departamento de Ciencias de la Computación, deja de depender del Departamento de Matemática y pasa a este. En el año 2007 pasa a depender únicamente del DCIC.
En 2014, por resolución Consejo Superior de la UNS, se eleva a la Asamblea Universitaria la propuesta de creación de una Unidad Ejecutora (UE) de Doble Dependencia CONICET – UNS. El 4 de febrero de 2015, el Directorio del CONICET en su Resolución 0224/15, aprueba la creación del Instituto y la Asamblea, en su sesión extraordinaria del 18 de marzo, crea la Unidad Ejecutora a partir del Instituto de Ciencias e Ingeniería de la Computación (ICIC).

## Objetivos
El ICIC concentra varios docentes investigadores que abordan diversas problemáticas cuyo eje vertebrador son las Ciencias de la Computación. Dentro de sus objetivos científicos, se encuentra el estudio e investigación de diversas áreas, tales como inteligencia artificial, computación gráfica, visualización, sistemas distribuidos, bioinformática, ingeniería de software, y sistemas embebidos, entre otras.